# Чабай, Нельсон
Не́льсон Пе́дро Чаба́й (исп. Nelson Pedro Chabay; 29 июня 1940, Монтевидео — 2 ноября 2018, Буэнос-Айрес) — уругвайский футболист, выступавший на позиции защитника, выступал за сборную Уругвая. В 1970-е — 1990-е годы тренировал ряд клубов в Аргентине.

## Биография

### Клубная карьера
Нельсон Чабай начал профессиональную карьеру в «Расинге» из Монтевидео в 1964 году. В 1966 году переехал в Аргентину, где стал выступать в другом «Расинге» — из Авельянеды. Именно в этой команде уругваец завоевал свои основные трофеи. В 1966 году вместе с «академией» выиграл чемпионат Аргентины. «Расинг» оформил титул за два тура до окончания чемпионата в матче против «Химнасии и Эсгримы» в Ла-Плате (0:0). Нельсон Чабай провёл весь этот «золотой» матч.
В 1967 году помог впервые в истории клуба выиграть Кубок Либертадорес. Чабай сыграл в четырёх матчах группового этапа из 10 — против «31 октября» (поражение 0:3 в Ла-Пасе и победа 6:0 в Авельянеде), «Боливара» (победа 2:0 в Ла-Пасе) и «Ривер Плейта» (0:0 на «Монументале»). Полуфинальную стадию, то есть групповой турнир из четырёх команд, уругваец почти полностью пропустил, но сыграл в последнем, решающем матче против «Ривер Плейта» на «Президенте Пероне», в котором «Расинг» одержал победу над соотечественниками 3:1 и сравнялся с «Университарио» по очкам. Был назначен дополнительный матч за выход в финал турнира между «Расингом» и «Университарио», и в этом матче, в котором также играл Чабай, аргентинская команда оказалась сильнее 2:1. В трёх финальных матчах против уругвайского «Насьоналя» Чабай участия не принимал.
В конце 1967 года Буче помог своей команде завоевать Межконтинентальный кубок. Скандальное противостояние с шотландским «Селтиком» началось с поражения «Расинга» в Глазго 0:1 — в этом матче за «академию» играли исключительно аргентинцы. Затем команды переехали в Авельянеду, где «Расинг», уже с Чабаем в составе, взял реванш 2:1. 4 ноября 1967 года на нейтральном поле в Монтевидео «Расинг» выиграл 1:0 и стал обладателем Межконтинентального кубка. В грубой игре было шесть удалений, однако Чабай, действовавший на позиции защитника, отыграл все 90 минут, хотя отметился по крайней мере одним инцидентом неспортивного поведения, в первом тайме ударив ногой в живот Джимми Джонстона.
В 1971 году Буче перешёл в «Уракан», с которым в 1973 году выиграл чемпионат Метрополитано. Завершил карьеру в этой команде в 1977 году.

### Карьера в сборной
С 1964 по 1966 год Нельсон Чабай сыграл четыре матча за сборную Уругвая. Дебютировал за «селесте» 14 мая 1964 года в товарищеской игре против Австрии на «Пратерштадионе» (победа 2:0), выйдя на замену Нельсону Флоресу. Последнюю игру провёл в рамках Кубка Артигаса против сборной Парагвая — 15 мая 1966 года команды сыграли в Асунсьоне вничью 2:2. Также принимал участие в отборочном турнире к чемпионату мира 1966 года.

### Тренерская карьера
После завершения игровой карьеры Нельсон Чабай остался в Аргентине и работал только с клубами этой страны в качестве тренера. Его первой командой стал «Уракан» в 1977 году. Эту команду он тренировал и в 1995—1997 годах.
В 1988 году вывел «Сан-Мартин» (Тукуман) в Примеру Аргентины благодаря победе в Северной зоне Турнира интериора, однако не сумел удержать команду в элите.
В сезоне 1994/95 привёл «Колон» к третьему месту в Примере B Насьональ, что позволило клубу из Санта-Фе во второй раз в истории добиться путёвки в Первый дивизион.
В 1990 году тренировал другой свой бывший игровой клуб, «Расинг». Также работал с «Депортиво Мандию» и «Унионом» из Санта-Фе.
В 2014 году перенёс инсульт, от последствий которого так и не смог оправиться. Умер в Буэнос-Айресе 2 ноября 2018 года от последствий пневмонии. Похоронен на кладбище «Лар-де-Пас» в предместье аргентинской столицы.

## Титулы
- Чемпион Аргентины (2): 1966, Метрополитано 1973
- Обладатель Кубка Либертадорес (1): 1967
- Обладатель Межконтинентального кубка (1): 1967